# Мало-Крушево
Мало-Крушево (болг. Мало Крушево) — село в Болгарии. Находится в Пловдивской области, входит в общину Хисаря. Население составляет 162 человека.

## Политическая ситуация
В местном кметстве Мало-Крушево, в состав которого входит Мало-Крушево, должность кмета (старосты) исполняет Недялка Иванова Кирева (ВМРО — Болгарское национальное движение) по результатам выборов правления кметства.
Кмет (мэр) общины Хисаря — Георги Николов Пирянков (инициативный комитет) по результатам выборов в правление общины.